# 狡猾的小狐狸
《狡猾的小狐狸》（字面意思是《母狐尖耳朵历险记》）是由莱奥什·雅纳切克所作的捷克語歌劇，創作於1921年至1923年，该剧于1924年11月6日在布尔诺國家劇院首演。改編於魯道夫·特斯諾利德克和斯坦尼斯拉夫·洛列克的連載四格漫畫。
這部歌劇融合了摩拉維亞的民間音樂和節奏，講述了一隻聰明的狐狸和伴隨的野生動物以及一些人類的生活，被描述為一部喜劇歌劇，儘管如此，它仍被認為包含一個嚴肅的主題。
應雅納切克的要求，《狡猾的小狐狸精》的最後一幕於1928年在他的葬禮上演出。

## 相關改編
- 1965年，沃爾特·費爾森斯坦（英语：Walter Felsenstein）執導了德語電影版 (Das schlaue Füchslein)。
- 2003年，BBC製作了動畫版[7]。

## 外部連結
- 《狡猾的小狐狸》：国际乐谱典藏计划上的乐谱